# Tipula (Lunatipula) selene
Tipula (Lunatipula) selene is een tweevleugelige uit de familie langpootmuggen (Tipulidae). De soort komt voor in het Palearctisch gebied.